# Sparta Lwów
Sparta Lwów (pełna nazwa: Lwowski Klub Sportowy Sparta Lwów) – polski klub piłkarski we Lwowie

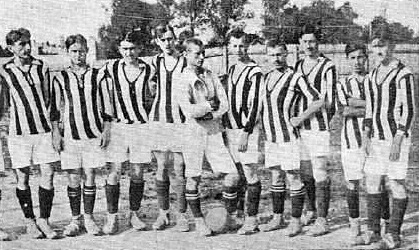
Piłkarze Sparty Lwów w 1910

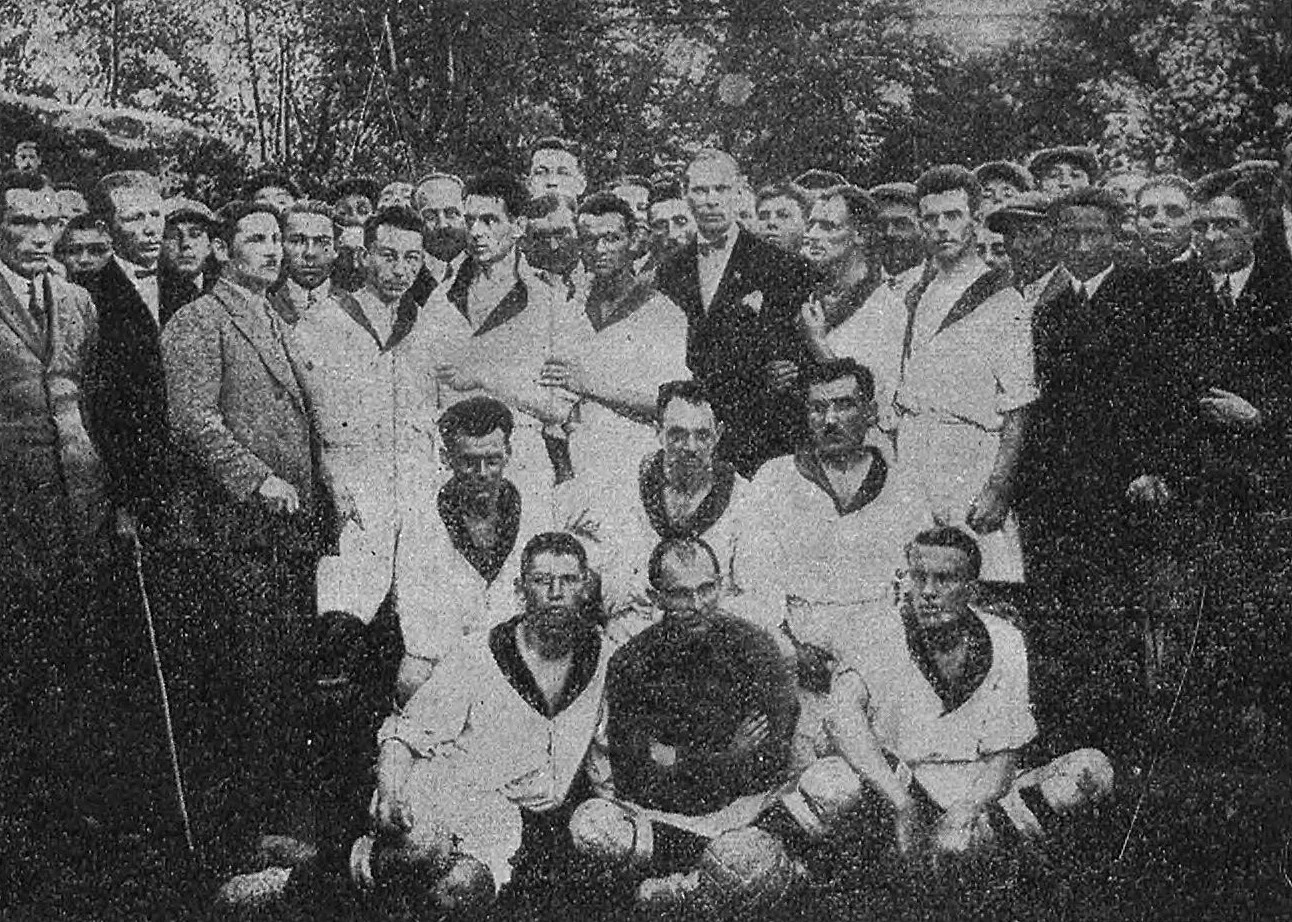
Sparta Lwów w sezonie 1924

## Historia
Został założony w 1910, prawdopodobnie przez żołnierzy 6 pułku lotniczego, stacjonującego w Skniłowie. Finalista pierwszej edycji Pucharu Polski (1925/1926). Klub został rozwiązany.
Sparta nie posiadała własnego boiska, grając na różnych lwowskich obiektach.

## Sukcesy
- Finał Pucharu Polski 1925/1926 (1:2 z Wisłą Kraków)

## Sezony w polskich rozgrywkach
| Sezon | Rozgrywki ligowe       | Rozgrywki ligowe                 | Rozgrywki ligowe       | Uwagi | Uwagi |
| Sezon | Liga                   | Liga                             | Miejsce                | Uwagi | Uwagi |
| ----- | ---------------------- | -------------------------------- | ---------------------- | --- | --- |
| 1922  | III                    | Klasa B (Lwowski OZPN)           |                        | | |
| 1923  | III                    | Klasa B (Lwowski OZPN, gr. Lwów) |                        | | |
| 1924  | III                    | Klasa B (Lwowski OZPN, gr. Lwów) |                        | Zwycięstwo w finale Klasy B i awans. | Piąty klub Lwowa po Pogoni, Czarnych, Hasmonei i Lechii. |
| 1925  | Puchar Lwowskiego OZPN | Puchar Lwowskiego OZPN           | Puchar Lwowskiego OZPN | finał Pucharu Polski | |
| 1926  | II                     | Klasa A (Lwowski OZPN)           | 6/6                    | finał Pucharu Polski | Piąty klub Lwowa po Pogoni, Czarnych, Hasmonei i Lechii. |
| 1927  | II                     | Klasa A (Lwowski OZPN)           | Klasa A (Lwowski OZPN) | Sparta pozostała w PZPN i jako jedyny klub została sklasyfikowana w lwowskiej Klasie A. Równolegle rozgrywano ligę okręgową, dającą zwycięzcy prawo gry w eliminacjach do Ligi. | Sparta pozostała w PZPN i jako jedyny klub została sklasyfikowana w lwowskiej Klasie A. Równolegle rozgrywano ligę okręgową, dającą zwycięzcy prawo gry w eliminacjach do Ligi. |
| 1928  | II                     | Klasa A (Lwowski OZPN, gr. II)   | 5/5                    | | |
| 1929  | III                    | Klasa B (Lwowski OZPN, gr. Lwów) |                        | | |
| 1930  | III                    | Klasa B (Lwowski OZPN, gr. Lwów) |                        | | |
| 1931  | III                    | Klasa B (Lwowski OZPN, gr. Lwów) |                        | | |

## Zawodnicy
- Włodzimierz Drużbiak
- Kazimierz Fiala
- Józef Müller
- Stanisław Olejniczak
- Adam Piątkiewicz
- Zygmunt Starzak